# Granatnik 40AGL
40AGL – singapurski granatnik automatyczny kalibru 40 mm.

## Opis
40AGL jest bronią bronią samoczynno-samopowtarzalną. Zasada działania automatyki oparta na odrzucie zamka swobodnego. 40AGL strzela z zamka otwartego. Mechanizm uderzeniowy iglicowy. Odpalenie pocisku następuje przed całkowitym powrotem zamka w przednie położenie (wyrzut zamka).
40AGL jest bronią zasilaną lewostronnie, przy pomocy rozsypnej taśmy metalowej. Taśma jest przesuwana zarówno podczas odrzutu jak i powrotu zamka.
Lufa zakończona tłumikiem płomienia.
Przyrządy celownicze mechaniczne (celownik ramkowy). Granatnik może być montowany na podstawie trójnożnej lub wspornikach pojazdów mechanicznych.